# Шарлье, Херберт
Херберт Шарлье (нем. Herbert Charlier; 31 августа 1902; Форст — 17 июня 1964, Кобленц) — немецкий дирижёр.
Учился в Лейпциге. С 1928 г. корепетитор в Гейдельберге. В 1932—1933 гг. капельмейстер Гёттингенского симфонического оркестра, затем долгое время работал в Хемнице. В 1941—1943 гг. музыкальный руководитель немецкого театра, созданного в оккупированном Лилле. С 1945 г. генеральмузикдиректор Магдебурга, с 1951 г. возглавлял Бременскую оперу, с 1958 г. — генеральмузикдиректор Кобленца.
В 1956 г. на фестивале Флорентийский музыкальный май продирижировал полностью тетралогией Рихарда Вагнера «Кольцо нибелунга». В 1957 г. записал с Симфоническим оркестром Берлинского радио диск с музыкой из балета П. И. Чайковского «Спящая красавица».